# Железово (Владимирская область)
Железово — деревня в Юрьев-Польском районе Владимирской области России, входит в состав Небыловского сельского поселения.

## География
Деревня расположена в 8 км на юг от центра поселения села Небылое и в 37 км на юго-восток от райцентра города Юрьев-Польский.

## История
В первой четверти XVII столетия Железово было вотчиной князя Ивана Ивановича Шуйского, с 30-х годов XVII века до 40-х годов XIX века принадлежало фамилии князей Прозоровских, а в конце XIX века — графу Апраксину. Церковь села Железова в книгах патриаршего приказа записана под 1624 годом как церковь Козьмы и Дамиана. В 1730 году Козьмо-Дамианская церковь в Железове сгорела, владелец села Александр Никитич Прозовский построил новую деревянную церковь в честь тех же святых бессеребренников Козьмы и Дамиана, эта церковь существовала до 1846 года, когда за ветхостью была разобрана. В 1798 году владелец села князь Александр Александрович Прозоровский положил начало строительству каменной церкви с колокольней в честь Рождества Христова, которая была освящена в 1805 году. В 1846 году в ней построен придел в честь святых бессеребренников Козьмы и Дамиана, вместо разрушенной Козьмо-Дамианской церкви. В 1848 году на средства нового владельца села графа Апраксина, в ней устроен другой придел в честь Святителя и Чудотворца Николая. В 1865 году с разрешения Епархиального Начальства заложена была другая теплая каменная церковь, строительство было закончено в 1867 году, а в следующем 1868 году церковь была освящена в честь Сретения Господня. Приход состоял из села и деревень Алексеевка и Чувашино. С 1883 года в селе существовала церковно-приходская школа. В годы Советской Власти обе церкви были разрушены.     
В конце XIX — начале XX века Железово входило в состав Чековской волости Владимирского уезда. В 1859 году в селе числилось 65 дворов, в 1905 году — 102 двора.
С 1929 года деревня входила в состав Чековского сельсовета Ставровского района, с 1935 по 1963 год в составе Небыловского района, с 1965 года — в составе Юрьев-Польского района. С 2005 года деревня в составе Небыловского сельского поселения.

## Население
| 1859 | 1905 | 1926 | 2002 | 2010 | 2021 |
| ---- | ---- | ---- | ---- | ---- | ---- |
| 504  | ↗511 | ↗566 | ↘24  | ↘20  | ↗64  |